# Marcus Torén
Marcus Torén, född 8 maj 1971 i Stockholm, är en svensk organist.
Torén har avlagt organistexamen och solistdiplom i orgel vid Kungliga Musikhögskolan i Stockholm. Han har också studerat vid Pariskonservatoriet (CNSMDP) med avlagd examen, Prix d’Orgue. Bland Marcus Toréns lärare kan nämnas Greta Erikson (piano), Rune Engsö, Erik Boström, Michel Bouvard, Olivier Latry och Rolande Falcinelli (orgel).
Sedan 2015 är Marcus Torén redaktör för tidskriften Orgelforum. Han är sedan 2002 verksam som lärare i solistiskt orgelspel, orgelmetodik och satslära vid Geijerskolan och sedan 2013 organist i Solna kyrka.
Torén bedriver en omfattande konsertverksamhet i Sverige och utomlands och har framträtt i radio i flera länder. Han  har gjort ett flertal skivinspelningar och finns representerad hos IFO records, Priory records, Nosag records och BlueMusicGroup. 
År 2017 tilldelades Marcus Torén Gotthard Arnérs stipendium för orgelkonstens främjande.
Marcus Torén är son till organisten Torvald Torén.

## Diskografi
- La Grande Tradition Symphonique, Ifo records (IFO 00 129)
- Great European Organs No 70, Priory records (PRCD 852)
- Orgelklenoder, Nosag records (Nosag CD 132)
- Musical Treasures for the Organ, BlueMusicGroup
- Paul Hindemith: 3 Organ Sonatas, Nosag records (Nosag CD 208)